# Alexis Davis
Alexis Davis (Port Colborne, 4 de outubro de 1984) é uma lutadora canadense de artes marciais mistas, atualmente compete no peso-galo feminino do Ultimate Fighting Championship. Também é faixa preta em Jiu-jitsu e Jiu-jítsu brasileiro, e foi campeã de grappling no Canadá.
Ela foi colocada em 6ª no ranking peso-por-peso do MMA feminino do site MMARising.com e foi colocada em 4ª na categoria de 135 pounds.

## Carreira no MMA

### Começo da carreira
Alexis fez sua estreia no MMA em 7 de abril de 2007, no UCW 7: Anarchy. Ela foi derrotada pela ex-Campeã Peso Galo Feminino do Strikeforce Sarah Kaufman por nocaute técnico no terceiro round.
Em 14 de Dezembro de 2007, Davis derrotou Valérie Létourneau por decisão dividida no TKO 31: Young Guns. A luta foi a segunda luta feminina na história do TKO.
Davis enfrentou Liz Carreiro no FFF 4: Call of the Wild em 3 de Abril de 2008. Ela venceu a luta por decisão unânime.
Em 23 de janeiro de 2009, Davis enfrentou Tara LaRosa no Extreme Challenge: The War at the Shore. Ela perdeu por nocaute técnico no terceiro round após o médico lateral interromper a luta devido a um corte. A luta foi votada como Luta Feminina do Ano de 2009.
Davis derrotou Molly Helsel por decisão unânime após cinco rounds no Raging Wolf 5: Mayhem In The Mist em 10 de Outubro de 2009 e se tornou a Campeã Peso Mosca do Wolf.
Em 27 de março de 2010, no FCF 40, Alexis substituiu Jennifer Tate no segundo round do Grand Prix de Galos Femininos do Freestyle Cage Fighting. Ela enfrentou a especialista em finalização Shayna Baszler e foi derrotada por decisão unânime.
Davis era esperada para enfrentar Elaina Maxwell no Raging Wolf 7: Mayhem In The Mist 3 em 8 de maio de 2010, mas Maxwell se retirou da luta devido a uma lesão. Davis defendeu seu título do Raging Wolf contra Tonya Evinger. Ela venceu a luta por finalização com um mata leão no terceiro round e manteve seu título.
Sua luta seguinte seria contra Elaina Maxwell no Raging Wolf 9 em 28 de Agosto de 2010. Essa luta originalmente seria válida pelo Título Peso Mosca Feminino do Raging Wolf mas Maxwell foi incapaz de bater o peso limite da categoria de 135 lbs, e a luta foi mudada para sem título, e com apenas três rounds. Davis foi derrotada por decisão unânime.
Davis defendeu com sucesso seu título em uma revanche contra Evinger no Raging Wolf 10 em 6 de Novembro de 2010. Ela novamente finalizou Evinger com um mata leão.
Davis era esperada para enfrentar Shayna Baszler em uma revanchge Inc. e pelo título no The Ca- Battle At The Border 10 em 30 de Julho de 2011. Porém, a luta foi cancelada após Davis assinar com o Strikeforce.

### Strikeforce
Davis fez sua estréia no Strikeforce em 30 de Julho contra Julie Kedzie. Ela venceu por decisão unânime.
Davis enfrentou Amanda Nunes em 10 de Setembro de 2011 na semifinal do Grand Prix do Strikeforce. Ela venceu a luta por nocaute técnico no segundo round.
Em 7 de Janeiro de 2012, foi anunciado que Davis enfrentaria Sarah Kaufman em uma revanche no Strikeforce: Tate vs. Rousey em 3 de Março de 2012, em Columbus, Ohio. A luta foi bem equilibrada e ela perdeu por decisão majoritária.

### Invicta Fighting Championships
Davis enfrentou Hitomi Akano no Invicta FC 2: Baszler vs. McMann em 28 de Julho de 2012. Ela derrotou Akano por finalização com um mata leão no segundo round e ganhou o bônus de Finalização da Noite.
Alexis enfrentou Shayna Baszler em uma revanche no Invicta FC 4: Esparza vs. Hyatt em 5 de Janeiro de 2013. Davis venceu a luta por finalização técnica com um mata leão no terceiro round. A luta foi nomeada a Luta da Noite.

### Ultimate Fightng Championship
Em 12 de Fevereiro de 2013, foi anunciado que Davis e Sara McMann haviam entrado para o UFC.
Davis enfrentou Rosi Sexton em sua estréia no UFC no UFC 161 no 15 de Junho de 2013. Ela venceu a luta por decisão unânime.
Alexis Davis enfrentou Liz Carmouche em 6 de Novembro de 2013 no UFC: Fight for the Troops 3. Ela venceu por decisão unânime.
Davis enfrentou Jessica Eye em 22 de Fevereiro de 2014 no UFC 170. Davis venceu por decisão dividida.
Davis lutou pelo Cinturão Peso Galo Feminino do UFC contra a campeã invicta Ronda Rousey em 5 de Julho de 2014 no UFC 175. A luta foi rápida, Alexis foi nocauteada com apenas 16 segundos de luta.
Davis enfrentou Sarah Kaufman em 25 de Abril de 2015 no UFC 186, e a derrotou por finalização com uma chave de braço no segundo round. Depois da luta, Davis engravidou e ficou um tempo fora dos octógonos.
Em 3 de dezembro de 2016, no The Ultimate Fighter 24 Finale, Davis fez seu retorno contra Sara McMann. Ela foi finalizada com um katagatame no segundo round.
Davis enfrentou a estreante belga Cindy Dandois em 22 de abril de 2017 no UFC Fight Night: Swanson vs. Lobov. Ela venceu por decisão unânime.

## Cartel no MMA
| Cartel no MMA   |             |             |
| 32 lutas        | 21 vitórias | 11 derrotas |
| Por nocaute     | 2           | 3           |
| Por finalização | 8           | 1           |
| Por decisão     | 11          | 7           |

| Res.    | Cartel | Oponente            | Método                               | Evento                                     | Data       | Round | Tempo | Local                     | Notas                                                  |
| ------- | ------ | ------------------- | ------------------------------------ | ------------------------------------------ | ---------- | ----- | ----- | ------------------------- | ------------------------------------------------------ |
| Vitória | 21-11  | Julija Stoliarenko  | Decisão (unânime)                    | UFC Fight Night: Hermansson vs. Strickland | 05/02/2022 | 3     | 5:00  | Las Vegas, Nevada         |                                                        |
| Derrota | 20-11  | Pannie Kianzad      | Decisão (unânime)                    | UFC 263: Adesanya vs. Vettori              | 12/06/2021 | 3     | 5:00  | Glendale, Arizona         |                                                        |
| Vitória | 20-10  | Sabina Mazo         | Decisão (unânime)                    | UFC Fight Night: Rozenstruik vs. Gane      | 27/02/2021 | 3     | 5:00  | Las Vegas, Nevada         | Retorno ao peso-galo.                                  |
| Derrota | 19-10  | Viviane Araújo      | Decisão (unânime)                    | UFC 240: Holloway vs. Edgar                | 27/07/2019 | 3     | 5:00  | Edmonton, Alberta         |                                                        |
| Derrota | 19-9   | Jennifer Maia       | Decisão (unânime)                    | UFC Fight Night: Thompson vs. Pettis       | 23/03/2019 | 3     | 5:00  | Nashville, Tennessee      |                                                        |
| Derrota | 19-8   | Katlyn Chookagian   | Decisão (unânime)                    | UFC on Fox: Alvarez vs. Poirier II         | 28/07/2018 | 3     | 5:00  | Calgary, Alberta          |                                                        |
| Vitória | 19-7   | Liz Carmouche       | Decisão (dividida)                   | UFC Fight Night: Swanson vs. Ortega        | 09/12/2017 | 3     | 5:00  | Fresno, Califórnia        | Estreia no peso-mosca.                                 |
| Vitória | 18-7   | Cindy Dandois       | Decisão (unânime)                    | UFC Fight Night: Swanson vs. Lobov         | 22/04/2017 | 3     | 5:00  | Nashville, Tennessee      |                                                        |
| Derrota | 17-7   | Sara McMann         | Finalização (katagatame)             | The Ultimate Fighter 24 Finale             | 03/12/2016 | 2     | 2:52  | Las Vegas, Nevada         |                                                        |
| Vitória | 17-6   | Sarah Kaufman       | Finalização (chave de braço)         | UFC 186: Johnson vs. Horiguchi             | 25/04/2015 | 2     | 1:52  | Montreal, Quebec          |                                                        |
| Derrota | 16-6   | Ronda Rousey        | Nocaute (socos)                      | UFC 175: Weidman vs. Machida               | 05/07/2014 | 1     | 0:16  | Las Vegas, Nevada         | Pelo Cinturão Peso Galo Feminino do UFC.               |
| Vitória | 16-5   | Jessica Eye         | Decisão (dividida)                   | UFC 170: Rousey vs. McMann                 | 22/02/2014 | 3     | 5:00  | Las Vegas, Nevada         |                                                        |
| Vitória | 15-5   | Liz Carmouche       | Decisão (unânime)                    | UFC: Fight for the Troops 3                | 06/11/2013 | 3     | 5:00  | Fort Campbell, Kentucky   |                                                        |
| Vitória | 14-5   | Rosi Sexton         | Decisão (unânime)                    | UFC 161: Evans vs. Henderson               | 15/06/2013 | 3     | 5:00  | Winnipeg, Manitoba        | Estreia no UFC                                         |
| Vitória | 13-5   | Shayna Baszler      | Finalização Técnica (mata leão)      | Invicta FC 4: Esparza vs. Hyatt            | 25/01/2013 | 3     | 0:58  | Kansas City, Kansas       | Luta da Noite                                          |
| Vitória | 12-5   | Hitomi Akano        | Finalização (mata leão)              | Invicta FC 2: Baszler vs. McMann           | 28/07/2012 | 2     | 3:41  | Kansas City, Kansas       | Co-vencedora do Finalização da Noite                   |
| Derrota | 11-5   | Sarah Kaufman       | Decisão (majoritária)                | Strikeforce: Tate vs. Rousey               | 03/03/2012 | 3     | 5:00  | Columbus, Ohio            |                                                        |
| Vitória | 11-4   | Amanda Nunes        | Nocaute Técnico (socos)              | Strikeforce: Barnett vs. Kharitonov        | 10/09/2011 | 2     | 4:53  | Cincinnati, Ohio          |                                                        |
| Vitória | 10-4   | Julie Kedzie        | Decisão (unânime)                    | Strikeforce: Fedor vs. Henderson           | 30/07/2011 | 3     | 5:00  | Hoffman Estates, Illinois |                                                        |
| Vitória | 9-4    | Tonya Evinger       | Finalização (mata leão)              | RW 10: Mayhem In The Mist 5                | 06/11/2010 | 1     | 1:25  | Niagara Falls, New York   | Defendeu o Título Peso Mosca Feminino do Raging Wolf   |
| Derrota | 8-4    | Elaina Maxwell      | Decisão (unânime)                    | RW 9: Mayhem In The Mist 4                 | 28/08/2010 | 3     | 5:00  | Niagara Falls, New York   | Luta não válida pelo título (Maxwell não bateu o peso) |
| Vitória | 8-3    | Tonya Evinger       | Finalização (mata leão)              | RW 7: Mayhem In The Mist 3                 | 08/05/2010 | 3     | 1:47  | Niagara Falls, New York   | Defendeu o Título Peso Mosca Feminino do Raging Wolf   |
| Derrota | 7-3    | Shayna Baszler      | Decisão (unânime)                    | Freestyle Cage Fighting 40                 | 27/03/2010 | 3     | 5:00  | Shawnee, Oklahoma         |                                                        |
| Vitória | 7-2    | Molly Helsel        | Decisão (unânime)                    | RW 5: Mayhem In The Mist                   | 10/10/2009 | 5     | 5:00  | Niagara Falls, New York   | Ganhou o Título Peso Mosca Feminino do Raging Wolf     |
| Derrota | 6-2    | Tara LaRosa         | Nocaute Técnico (interrupção médica) | Extreme Challenge: The War At The Shore    | 23/01/2009 | 3     | 4:23  | Atlantic City, New Jersey |                                                        |
| Vitória | 6-1    | Margarita Kolmykova | Finalização (mata leão)              | USFL: War In The Woods 5                   | 29/11/2008 | 1     | 1:02  | Ledyard, Connecticut      |                                                        |
| Vitória | 5-1    | Kate Roy            | Finalização (chave de braço)         | Ultimate Cage Wars 12                      | 27/06/2008 | 1     | 3:09  | Winnipeg, Manitoba        |                                                        |
| Vitória | 4-1    | Lizbeth Carreiro    | Decisão (unânime)                    | FFF 4: Call Of The Wild                    | 03/04/2008 | 3     | 3:00  | Los Angeles, California   |                                                        |
| Vitória | 3-1    | Valérie Létourneau  | Decisão (dividida)                   | TKO 31: Young Guns                         | 14/12/2007 | 3     | 5:00  | Montreal, Quebec          |                                                        |
| Vitória | 2-1    | Tannaya Hantelman   | Finalização (chave de braço)         | ECC 6: Hometown Heroes                     | 20/10/2007 | 1     | 1:09  | Halifax, Nova Scotia      |                                                        |
| Vitória | 1-1    | Jody Wadsworth      | Nocaute Técnico (socos)              | KO Boxing: Warzone                         | 06/05/2007 | 1     | 3:17  | Edmonton, Alberta         |                                                        |
| Derrota | 0-1    | Sarah Kaufman       | Nocaute Técnico (socos)              | UCW 7: Anarchy                             | 07/04/2007 | 3     | N/A   | Winnipeg, Manitoba        |                                                        |